# Los Flecos
 (juillet 2018).
Los Flecos est un groupe espagnol de rock, originaire de Madrid. Malgré sa courte existence (dissous à la fin de l'année 1966), le groupe est considéré par la presse locale comme l'un des meilleurs groupes musicaux de la capitale.

## Histoire
La création de Los Flecos vient, en partie, du succès de Los Brincos dans la scène espagnole entre 1964 et 1965. Son succès démontre qu'il était possible pour un groupe espagnol de rock et de beat de réussir grâce à leurs propres compositions en espagnol sans avoir à exécuter des reprises de morceaux anglo-saxons. C'est pour cette raison que le label Vergara opte pour signer ce nouveau groupe, originaire de Madrid, composé de musiciens expérimentés - tous venus de groupes « vétérans » comme Los Flaps, Los Pekenikes, Los Estudiantes et Los Sonor. Ils essayent même de se forger une image reconnaissable et particulière, avec de longues redingotes noires et de petites franges sur les manches (imitant, en quelque sorte, les Brincos, qui avaient récupéré la cape espagnole).
Son premier EP, publié à la fin de 1965, est un véritable succès. Il met en évidence le morceau Distinta ; une mi-temps d'inspiration claire qui, à ce jour, est toujours considérée comme un classique du rock espagnol.
Au début de 1966, Carlos Guitart quitte la formation, et est remplacé par l'espagnol-suisse Daniel Grandchamp. Ils continuent leurs activités et atteignent le succès avec leur image et style musical. Puis ils publient un second EP et déjà, à la fin de l'année, un single qui, malgré les bonnes retombées commerciales, ne deviennent pas les best-sellers escomptés par le groupe et leur label.

## Discographie
- 1965 : Estás lejos / Distinta / No se lo digas / Vales poco para mí (EP, Vergara)
- 1966 : Correr / Pues dilo / Como él / Lloraste (EP, Vergara)
- 1966 : Los Gusanos / Déjalo ya (single, Vergara)
- 1998 : Los Flecos ; Todas sus grabaciones (compilation) (Alligator Records)